# Theo Morell

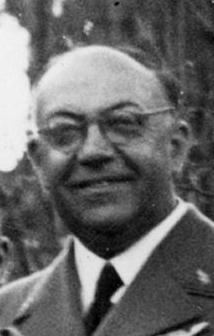
Theo Morell (1940)

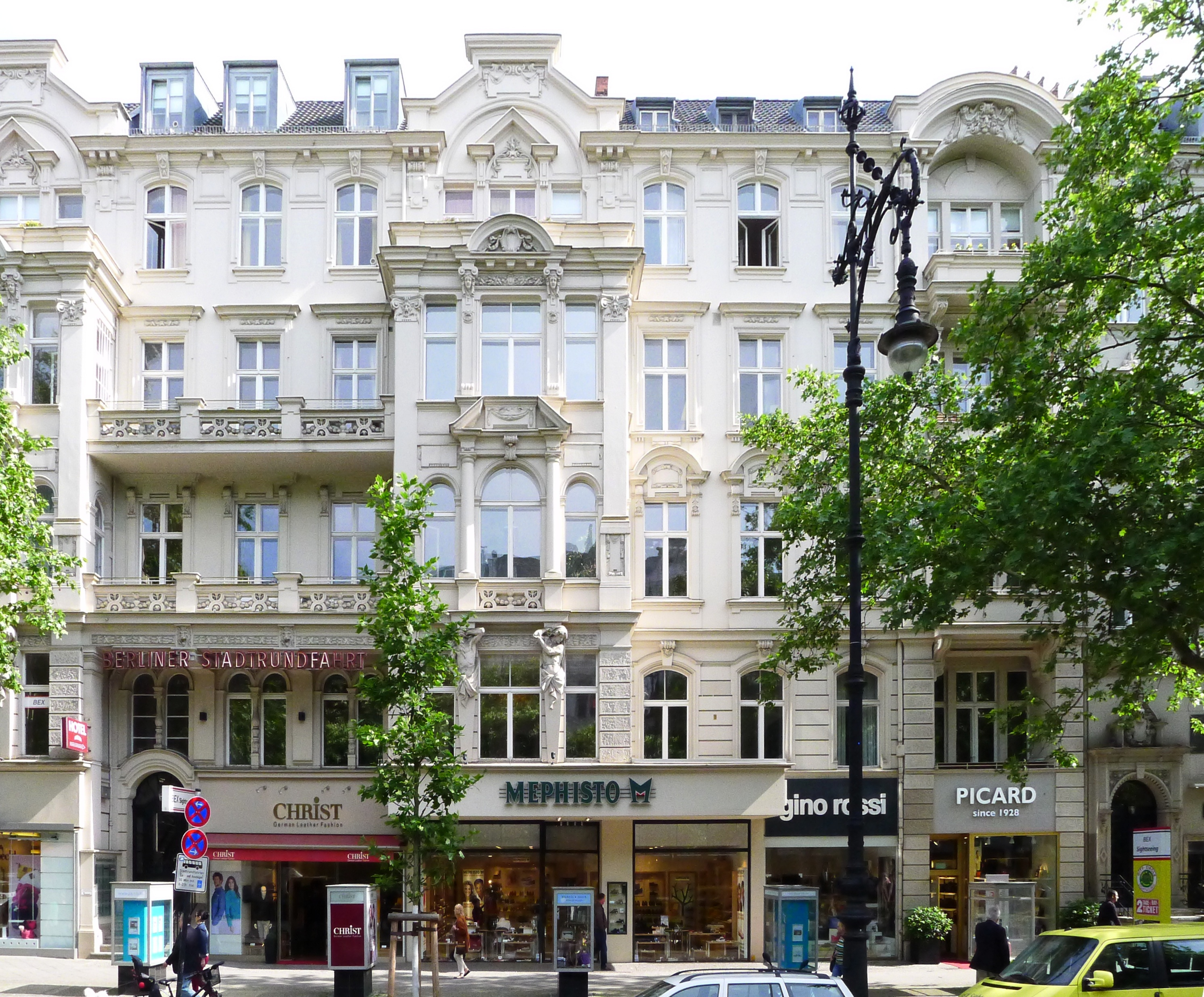
Gebäude der Praxis am Berliner Kurfürstendamm 216 (ab 1935)

Theodor „Theo“ Karl Ludwig Gilbert Morell (* 22. Juli 1886 in Trais, Oberhessen; † 26. Mai 1948 in Tegernsee) war ein deutscher Urologe. Von 1936 bis 1945 war er Leibarzt Adolf Hitlers.

## Leben
Theo Morell wurde als Sohn des Volksschullehrers Karl Morell und dessen Frau Elise, geb. Häuser, im oberhessischen Trais (heute ein Stadtteil von Münzenberg) geboren. Er legte sein Abitur 1907 in Gießen ab und studierte anschließend Medizin an den Universitäten Gießen (1 Semester), Heidelberg (5 Semester) und München (2 Semester), unterbrochen mit je einem Auslandssemester an den Universitäten Grenoble und Paris. 1907 trat er der Burschenschaft Germania Gießen bei. In München wurde er 1913 bei Albert Döderlein zum Dr. med. promoviert. 1919 heiratete Morell die Schauspielerin Johanna „Hanni“ Moller (1898–1983). Die Ehe blieb kinderlos.
Morell fuhr vor dem Ersten Weltkrieg neun Monate lang als Schiffsarzt zur See. 1914 ließ er sich als praktischer Arzt in Dietzenbach bei Offenbach nieder. 1915 wurde er zum Militär eingezogen und als Stabsarzt im Westen eingesetzt. Er erkrankte bald an einem Nierenleiden und verbrachte die folgenden Jahre teils in Lazaretten, teils als Arzt in Kriegsgefangenenlagern. Anfang 1918 wurde er als dienstuntauglich entlassen, ließ sich im Oktober 1918 als Facharzt für Urologie in Berlin nieder und baute dort eine Praxis für Urologie und Elektrotherapie auf.
Zum 1. Mai 1933 trat Morell in die NSDAP ein (Mitgliedsnummer 2.636.239). 1935 zog er mit seiner Praxis auf den Kurfürstendamm und bezeichnete sich dort als „(Fach)arzt für Haut- und Geschlechtskrankheiten“. Zu seinen Patienten gehörten viele Prominente und Politiker sowie auch Hitlers Leibfotograf Heinrich Hoffmann, dessen Gonorrhoe er behandelte. Dieser vermittelte ihm 1936 einen Besuch bei Hitler auf dem Berghof. Morell konnte ihm bei seinen Magen-Darm-Beschwerden helfen und wurde von ihm zum Leibarzt bestimmt. In Morells Unterlagen taucht Hitler stets als „Patient A“ auf. Morell blieb an Hitlers Seite bis zum 21. April 1945, als er überraschend entlassen und durch den SS-Arzt Werner Haase ersetzt wurde. Morell war Träger des Goldenen Parteiabzeichens und erhielt am 24. Februar 1944 das Ritterkreuz des Kriegsverdienstkreuzes.
Seine Behandlungsmethoden, u. a. eine große Zahl von Injektionen, wurden von anderen Ärzten in Hitlers Umgebung sehr argwöhnisch betrachtet. Morell putschte Hitler oft mit Pervitin auf. Er wurde für Hitlers schlechten Gesundheitszustand in den letzten Jahren verantwortlich gemacht. Laut Recherchen von Ottmar Katz, der 1982 eine Biographie über Morell veröffentlichte, wird dies in anderen Quellen als nicht den Tatsachen entsprechend dargestellt. Der amerikanische Psychiater und Historiker Nassir Ghaemi, der den Zusammenhang zwischen Führung und affektiven Störungen untersuchte, nimmt an, dass Hitler Symptome einer manisch-depressiven Erkrankung zeigte, die durch Morells Injektionen mit Barbituraten und Amphetaminen noch verstärkt wurden bzw. die Folge einer Methamphetamin-Abhängigkeit waren.
Morell wurde am 24. Dezember 1938 von Hitler der Titel Professor verliehen, erhielt 1943 eine Dotation in Höhe von 100.000 RM (heute umgerechnet 500.000 €) sowie 1944 das erste industriell gefertigte und funktionierende Elektronenmikroskop geschenkt. Gegen Kriegsende wurde in Bayerisch Gmain mit einem Kostenaufwand von 500.000 RM (Gegenwert heute etwa 2.300.000 €) für Morell ein Forschungsinstitut errichtet, in dem das Elektronenmikroskop in einem „Spezialbunker“ untergebracht war.
Am 23. April 1945 wurde Morell aus Berlin ausgeflogen, anschließend hielt er sich eine Zeit in der amerikanischen Besatzungszone im Krankenhaus in Bad Reichenhall auf. Am 17. Juli 1945 wurde er am Münchener Hauptbahnhof festgenommen. Morell war danach kurzzeitig in US-Gefangenschaft im Internierungslager Dachau. Dort wurde untersucht, ob er Kriegsverbrechen oder Verbrechen gegen die Menschheit begangen hatte, doch die Ermittlungen konnten ihm nichts nachweisen.
Im Juli 1945 entdeckten die Amerikaner wertvolle Arzneimittel im Wert von 140.000 RM (entspricht heute etwa 600.000 €), die Morell in München versteckt hatte. Die Medikamente wurden von der bayerischen Ärztevereinigung an die Krankenkassen verkauft, wobei der Erlös wohltätigen Zwecken zugeführt wurde. Man ging davon aus, dass dies „zu einer fühlbaren Milderung der Arzneimittelknappheit in Bayern führen dürfte, wo die Lage besonders kritisch ist, da die Nationalsozialisten beträchtliche Bestände von Arzneimitteln kurz vor der Niederlage aus München weggeschafft haben“.
Am 30. Juni 1947 wurde Morell mit aphasischen Sprachstörungen in das Kreiskrankenhaus Tegernsee eingeliefert. Dort starb er ein Jahr später mit 61 Jahren. Er hinterließ ein geschätztes Vermögen von 1,9 Millionen DM (entspricht heute ca. 5,9 Millionen Euro).

## Sonstiges
Während der Kriegsjahre kaufte Morell in Hamburg und im mährischen Olmütz Fabriken, in denen er unter anderem Hormonpräparate, Vitaminkonzentrate und ein Läusepulver namens „Russla“ herstellen ließ. Das Läusepulver hatte Morell selbst für die Wehrmacht entwickelt. Es zeigte bei Versuchsreihen Wirkung, wurde von den Soldaten aber abgelehnt. Es strömte einen widerlichen Geruch aus und musste, um wirksam zu sein, in trockenem Zustand verwendet werden. Wegen der einfachen Verpackung und der Verhältnisse, unter denen die Soldaten lebten, wurde das Mittel häufig feucht und dadurch wirkungslos. Auf Weisung Hitlers schaffte die Wehrmacht das Mittel „Russla“ im großen Stil zur Vermeidung des durch Läuse übertragenen Fleckfiebers an. Morell erzielte dadurch zeitweise hohe Einkünfte. 1944/1945 setzte sich ein Konkurrenzprodukt durch.
Morell kaufte sich 1939 für 300.000 Reichsmark am Rande von Berlin eine Villa auf einem über 10.000 Quadratmeter großen Seegrundstück in der Inselstraße 23–26 auf der am Ausgang des Großen Wannsees in der Havel liegenden Insel Schwanenwerder. Diese Villa hatte zuvor dem jüdischen Bankier Georg Solmssen gehört, der zum Verkauf gezwungen worden war. 1961 kaufte der Hamburger Verleger Axel Springer das Anwesen. Eine weitere Villa besaß Morell im Kurort Heringsdorf an der Ostsee. Den Bau einer dritten Villa gab er gegen Kriegsende in Berchtesgaden in Auftrag.

## Veröffentlichungen
- Sechzehn Fälle von verschleppter Querlage und ihre Behandlung in der Universitäts-Frauen-Klinik zu München. Druck der Straßburger Neuesten Nachrichten, Straßburg 1913 (Dissertation, Universität München, 1913).